# 漁業信用基金中央会
一般社団法人漁業信用基金中央会（いっぱんしゃだんほうじんぎょぎょうしんようききんちゅうおうかい）とは、日本の漁業信用基金協会における業界団体である。社団法人時代の主務官庁は、金融庁及び農林水産省。

## 沿革
- 1954年（昭和29年）7月　全国漁業信用基金協会協議会が任意団体として設立
- 1958年（昭和33年）10月4日　全国漁業信用基金協会協議会を改組して社団法人漁業信用基金中央会が設立
- 2012年（平成24年）8月1日　公益法人制度改革により一般社団法人漁業信用基金中央会に移行
- 2019年9月30日臨時総会で同日付で解散。

## 会員漁業信用基金協会
- 青森県漁業信用基金協会
- 宮城県漁業信用基金協会
- 長崎県漁業信用基金協会
- 全国漁業信用基金協会
- 全国遠洋沖合漁業信用基金協会